# Ш (слово ћирилице)
Слово Ш је тридесето слово српске ћирилице.